# Огоньков, Алексей Валентинович
Алексей Валентинович Огоньков (род. 21 марта 1963, Калинин) — российский государственный деятель. Глава города Твери с 4 декабря 2017 года.

## Биография
В 1985 году окончил Калининский политехнический институт.
В 1998 году прошёл курс переподготовки в Академии народного хозяйства при Правительстве РФ по специальности «Экономика и управление предприятием».

## Карьера
В 1985—1999 годах работал инженером-технологом, начальником цеха, заместителем начальника производства, начальником службы маркетинга ОАО «Костромской судомеханический завод».
В 1994—1999 годах был генеральным директором ОАО «Костромской судомеханический завод».
С апреля 1999 г. — президент Торгово-промышленной палаты Костромской области (с января 2000 г. — на общественных началах).
Был депутатом Государственной Думы РФ третьего (1999—2003), четвёртого (2003—2007) и пятого (2007—2011) созывов. Член фракций «Единство» (третий созыв), «Единая Россия» (4 и 5 созывы).
Входил в состав комитетов по экономической политике и предпринимательству, по вопросам местного самоуправления.
До мая 2011 года — начальник отдела режима управления делами Государственной Думы РФ.
В феврале-сентябре 2013 года — генеральный директор ОАО «Птицефабрика Верхневолжская».
В 2013—2015 годах возглавлял администрацию Центрального района Твери.
В 2015—2016 годах был министром экономического развития Тверской области.
В 2016—2017 годах был главой администрации города Твери.
С 4 декабря 2017 года — глава города Твери.

## Награды
- Благодарность Президента Российской Федерации (12 апреля 2004 года) — за активное участие в законотворческой деятельности[7]